# Cynanchum longipes
Cynanchum longipes är en oleanderväxtart som beskrevs av Nicholas Edward Brown. Cynanchum longipes ingår i släktet Cynanchum och familjen oleanderväxter. Inga underarter finns listade i Catalogue of Life.